# Mecyclothorax bradycellinus
Mecyclothorax bradycellinus är en skalbaggsart som beskrevs av Sharp 1903. Mecyclothorax bradycellinus ingår i släktet Mecyclothorax och familjen jordlöpare. Inga underarter finns listade i Catalogue of Life.